# پادشاه مو ژو
پادشاه مو از ژو (به چینی: 周康王) با نام شخصی جی مان (به چینی: 姬釗)؛ پنجمین پادشاه دودمان ژو در چین باستان بود. تاریخ سلطنت وی مورد اختلاف است، اما عموماً تصور می‌شود که او از ۹۷۶ تا ۹۲۲ پ. م یا ۹۵۶ تا ۹۱۸ پ. م حکومت کرده‌است.

## زندگی
پادشاه مو پس از مرگ پدرش، پادشاه ژائو، در جریان سفر خود به جنوب، به سلطنت رسید. پادشاه مو شاید محوری‌ترین پادشاه دودمان ژو بود که حدود ۵۵ سال از ۹۷۶ پ. م تا حدود ۹۲۲ پ. مسلطنت کرد. مو بیشتر جاه‌طلب بود تا عاقل، با این حال او توانست اصلاحاتی را ارائه کند که ماهیت دولت ژو را تغییر داد و آن را از یک سیستم ارثی به سیستمی مبنی بر شایستگی و دانش مهارت‌های اداری تبدیل کرد.
در طول سلطنت مو، دودمان ژو در اوج خود بود و مو تلاش کرد تا مهاجمان را در قسمت غربی چین از بین ببرد و نفوذ ژو را به شرق گسترش دهد. در اوج شور و شوق خود برای فتوحات، او ارتش عظیمی را علیه چوانرونگ، که در قسمت غربی چین ساکن بودند، رهبری کرد. ماجراجویی‌هایش به او اجازه داد تا با بسیاری از قبایل تماس بگیرد و آنها را وادار کند که یا زیر پرچم ژو بیایند یا در جنگ با ارتش او فتح شوند. این لشکرکشی‌ها بیش از آنکه موفقیت‌آمیز باشد، یک شکست بود زیرا او تنها چهار گرگ سفید و چهار گوزن سفید را به خانه توانست بیاورد. او ناخواسته بذر نفرت را کاشت و در نهایت در سال ۷۷۱ پیش از میلاد همان قبایل به ژو حمله کردند. در سیزدهمین سال زندگی، زو رونگ، احتمالاً ایالت خو در جنوب شرقی، به نزدیکی پایتخت شرقی فنگ‌هائو یورش برد. به نظر می‌رسد که جنگ با آتش‌بسی پایان یافته است که در آن ایالت خو در ازای تسلیم نامی، زمین و قدرت به دست آورد.
با این حال، با وجود موفقیت او، تاریخ‌نگاری سنتی او را با بحث و جدل می نگرند. در حالی که برخی پیروزی‌های او در برابر چون رونگ تمجید می‌کنند، برخی دیگر از زمان خود او را مورد انتقاد قرار می دادند، زیرا ایالت چهارم مرزی دیگر با دودمان ژو وارد رابطه نشد. حتی هنوز، شانگ شو او را ایجاد کننده اولین کد قانونی سیستماتیک در چین می‌داند.
در روایات مو به این شهرت داشت که تا سن ۱۰۵ سالگی زندگی کرده و به کوه افسانه ای معروف به کونلون سفر کرده است - یکی از آثار محبوب درین باره، داستان پادشاه مو، پسر آسمان است.
جانشین او پادشاه گونگ ژو بود.

## خانواده
ملکه‌ها
- وانگ زو جیانگ از طایفه جیانگ (王俎姜 姜姓)؛ مادر ولیعهد مان

همخوابه‌ها
- شنگ جی از طایفه جی چنگ (盛姬 姬姓)؛ از خاندان سلطنتی اهل چنگ که مانند یک ملکه دفن شد.

پسران
- ولیعهد ییهو (太子繄扈؛ مرگ در ۹۰۰ پ. م)؛ پادشاه گونگ ژو از ۹۲۱ تا ۹۰۰ پیش از میلاد
- شاهزاده بیفانگ (王子闢方؛ مرگ در ۸۸۶ پ. م)؛ پادشاه شیائو ژو از ۸۹۱ تا ۸۸۶ پیش از میلاد
- شاهزاده بائوزونگ (王子寶宗؛ مرگ در ۸۸۶ پ. م)؛ فرمانروای خو

دختران
- شوچیه (叔㛗)